# 宋幽根
宋幽根（1997年11月27日—）（송유근）是一名大韓民國神童、物理學研究者。

## 生平
2005年，宋幽根以8歲年紀、歷來最年輕的大學生之名進入仁荷大學就讀，期間顯示出能理解薛定諤方程式、與量子力學有關之偏微分方程式的能力。在2008年，他因為表示不滿大學教育的框架而退學，並被科学技术联合大学院大学（UST）碩士課程錄取。
他表示希望學習弦理論和大爆炸理論，而仁荷大學並無相應課程可以提供。對此，仁荷大學校方表示遺憾並尊重他的決定。
2010年2月，科学技术联合大学院大学（UST）宣布宋幽根被其聯合碩士和博士學位錄取。按照計畫，宋幽根將會於2012年取得博士學位。在博士就讀期間，他師從知名天文學家朴碩在。在2015年，宋幽根與導師朴碩在發表在天文物理期刊的一篇論文，因為涉嫌自我抄襲朴碩在於2002年發表的一篇學術會議報告（Proceeding），而被期刊撤回。這場風波致使朴碩在被UST開除。在失去了導師指導後，UST为宋幽根指派了新的指導老師。但韓國很少有他這個研究方向的學者，新的指導老師與宋幽根的研究方向毫無關係，只從事行政工作而沒有實際的指導。
宋幽根繼續自學並進行科學研究，他的潛力在國外得到了認可，並受邀在台灣以及日本進行了一段訪問學習。2017年，他與外國學者合作，在英國皇家天文學會月刊上以第一作者的身分發表了一篇論文，此時他年僅20歲。
在2018年6月，宋幽根未能通過博士畢業审查。UST相關人士表示，此舉是因為宋在审查中無法正確回答評審的問題。但宋幽根方表示，他並沒有收到校方的任何解釋，也沒有收到畢業論文應該如何修改的指示。此外，畢業答辯的過程中他被評審委員會問及了與論文全然無關的問題。2018年9月，學校以宋幽根入學時間超過八年，並未在時限內取得博士學位為由勒令其退學。